# Sepp Bradl
Sepp Bradl (né le 8 janvier 1918 et mort le 3 mars 1982) est un sauteur à ski autrichien.

## Palmarès

### Jeux Olympiques
| Épreuve / Édition | Garmisch-Partenkirchen 1936 | Cortina d'Ampezzo 1956 |
| Petit Tremplin    | 19e                         | 12e                    |

### Championnats du monde
| Épreuve / Édition | Chamonix 1937 | Lahti 1938 | Zakopane 1939 |
| Petit Tremplin    | 5e            | 4e         | Or            |

### Tournée des quatre tremplins
- Vainqueur de l'édition 1952/1953.